# Княгинино (муниципальное образование город Новомосковск)
Княгинино — деревня в Тульской области России.
В рамках административно-территориального устройства входит в Иван-Озерский сельский округ Новомосковского района, в рамках организации местного самоуправления входит в муниципальное образование город Новомосковск со статусом городского округа.

## География
Расположена у Шатского водохранилища, на северо-восточной границе города Новомосковска.

## Население
| 2002 | 2010 |
| ---- | ---- |
| 107  | ↗136 |